# Jonathan Elmer
Jonathan Elmer (New Jersey, 1745. november 29. – Bridgeton, 1817. szeptember 3.) az Amerikai Egyesült Államok szenátora (New Jersey, 1789–1791).